# Boxeuropameisterschaften 1947
Die 7. Herren-Boxeuropameisterschaften der Amateure wurden vom 2. bis 17. April 1947 in Dublin, Irland, ausgetragen. Nach einer durch den Zweiten Weltkrieg bedingten achtjährigen Pause, waren es die zweiten Europameisterschaften in Dublin in Folge.
Es wurden Titel in acht Gewichtsklassen vergeben, wobei Frankreich mit einer Gold- und drei Silbermedaillen als stärkste Nation aus dem Turnier hervorging.

## Ergebnisse
| Klasse            | Gold                            | Silber                   | Bronze                              |
| Fliegengewicht    | Luis Martinez Zapata Spanien    | James Clinton Schottland | František Majdloch Tschechoslowakei |
| Bantamgewicht     | László Bogács Ungarn            | Bertil Ahlin Schweden    | Peter Sanderson England             |
| Federgewicht      | Kurt Kreuger Schweden           | Peter Maguire Irland     | Jules van Dyk Belgien               |
| Leichtgewicht     | Joseph Vissers Belgien          | Roger Baour Frankreich   | Svend Wad Dänemark                  |
| Weltergewicht     | John Ryan England               | Charles Humez Frankreich | Giuseppe Facchi Italien             |
| Mittelgewicht     | Aimé-Joseph Escudie Frankreich  | Wally Thom England       | Július Torma Tschechoslowakei       |
| Halbschwergewicht | Hennie Quentemeijer Niederlande | Léon Nowiaz Frankreich   | Vital L’Hoste Belgien               |
| Schwergewicht     | Gerry O’Colman Irland           | George Scriven England   | Giulio Bastiani Italien             |

## Medaillenspiegel
| Rang | Land             | Gold | Silber | Bronze | Gesamt |
| ---- | ---------------- | ---- | ------ | ------ | ------ |
| 01   | Frankreich       | 1    | 3      | 0      | 4      |
| 02   | England          | 1    | 2      | 1      | 4      |
| 03   | Irland           | 1    | 1      | 0      | 2      |
| 03   | Schweden         | 1    | 1      | 0      | 2      |
| 05   | Belgien          | 1    | 0      | 2      | 3      |
| 06   | Ungarn           | 1    | 0      | 0      | 1      |
| 06   | Niederlande      | 1    | 0      | 0      | 1      |
| 06   | Spanien          | 1    | 0      | 0      | 1      |
| 09   | Schottland       | 0    | 1      | 0      | 1      |
| 010  | Tschechoslowakei | 0    | 0      | 2      | 2      |
| 010  | England          | 0    | 0      | 2      | 2      |
| 012  | Dänemark         | 0    | 0      | 1      | 1      |
|      | Gesamt           | 8    | 8      | 8      | 24     |